# Sweet Home Alabama (film)
Sweet Home Alabama är en amerikansk långfilm från 2002 i regi av Andy Tennant, med Reese Witherspoon, Josh Lucas, Patrick Dempsey och Candice Bergen i huvudrollerna.

## Handling
Melanie Smooter (Reese Witherspoon) är på väg mot det perfekta livet. Sedan hon lämnade småstadstillvaron i Alabama efter highschool, där hon i unga år hade gift sig, har hon gjort kometkarriär och blivit en av New Yorks hetaste modedesigners och samtidigt antagit efternamnet Carmichael. När sedan stadens mest eftertraktade ungkarl, Andrew, son till New Yorks borgmästare, friar till henne säger hon givetvis ja. Det är bara en liten hake – hon råkar fortfarande vara gift med sin ungdomsförälskelse Jake, som hon lämnade för sju år sedan. Melanie återvänder till Alabama för att ordna upp skilsmässan med Jake – innan hennes blivande make och mäktiga svärmor får reda på sanningen. Men det som ska bli ett enkelt avsked och en snabb skilsmässa visar sig vara mer komplicerat än så. Allt eftersom Melanie återförenas med sin familj och sina ungdomsvänner, blir hon allt mer osäker på hur hon ska leva sitt liv.

## Rollista
| Reese Witherspoon | – Melanie Smooter / senare Carmichael |
| Josh Lucas        | – Jake Perry                          |
| Patrick Dempsey   | – Andrew Hennings                     |
| Candice Bergen    | – Mayor Kate Hennings                 |
| Mary Kay Place    | – Pearl Smooter                       |
| Fred Ward         | – Earl Smooter                        |
| Jean Smart        | – Stella Kay Perry                    |
| Ethan Embry       | – Bobby Ray                           |
| Melanie Lynskey   | – Lurlynn                             |
| Courtney Gains    | – Sheriff Wade                        |
| Mary Lynn Rajskub | – Dorothea                            |
| Rhona Mitra       | – Tabatha Wadmore-Smith               |
| Nathan Lee Graham | – Frederick Montana                   |
| Sean Bridgers     | – Eldon                               |
| Fleet Cooper      | – Clinton                             |